# دوگانه‌آرواره
دوگانه‌آرواره (نام علمی: Diplognathus) نام یک سرده از راسته بندی‌گردنان است.